# レナード・ドビン
レナード・ドビン (Leonard Dobbin、1858年7月30日 - 1952年3月3日) は、イギリスの化学者で、化学史書や数冊の化学の教科書の著者でもある。謙虚で愛される人物として知られる。

## 人生
1858年7月30日にベルファストで生まれた。クイーンズ大学ベルファスト、その後ロンドンのカレッジ・オブ・サイエンスで学び、その後、ドイツ中央部のヴュルツブルクで博士号を取得した。その後、エディンバラ大学で、アレクサンダー・クラム・ブラウンの助手を務めた。1894年に講師、1924年に准教授に昇進した。
1881年にエディンバラ王立協会のフェローに立候補した。推薦人には、アレクサンダー・クラム・ブラウンの他、ピーター・テイト、ロバート・ミルナー、ウィリアム・ターナーが名を連ねた。70年以上にわたりフェローを続け、これは歴代のフェローの中で最長の一人となった。1939年から1942年には協会の副会長も務め、83歳で辞任した。ザ・アレンビック・クラブの幹事でもあった。
1900年には、ラヴォアジエの時代以降の化学史の発展に関するアルベルト・ラーデンブルクの講義を英語に翻訳した。
後半生は、南エディンバラにあるエディンバラ大学キングス・ビルディングス校の理学部近くに居住した。1952年3月3日、エジンバラにおいて93歳で死去した。

## 主な論文
- Lectures on the Development of the History of Chemistry since the time of Lavoisier (1900)
- Salts and their Reactions (1904)
- Medico-Physical Works (1907) with Crum Brown
- The collected Papers of Carl Wilhelm Scheele (1931)
- A Cullen Chemical Manuscript of 1753 (1936)
- The History of the Discovery of Phosgene (1945)